# Tivadar Kanizsa
Tivadar Kanizsa, né le 4 avril 1933 à Debrecen et mort le 4 novembre 1975 à Jásztelek, est un joueur de water-polo hongrois.
Il est double champion olympique, en 1956 à Melbourne, tournoi dans lequel il a participé à deux matchs.
Quatre ans plus tard, il gagne la médaille de bronze dans le tournoi olympique de 1960. Il a joué six matchs et marqué six buts.
En 1964 à Tokyo, il gagne sa seconde médaille dans l'équipe hongroise. Il a joué cinq matchs et marqué un but pendant cet événement.